# Leichtathletik-Weltmeisterschaften 2009/Teilnehmer (St. Kitts und Nevis)
| Gelbes Symbol für Goldmedaillen mit stilisierten Olympischen Ringen | Graues Symbol für Silbermedaillen mit stilisierten Olympischen Ringen | Braundes Symbol für Bronzemedaillen mit stilisierten Olympischen Ringen |
| ------------------------------------------------------------------- | --------------------------------------------------------------------- | ----------------------------------------------------------------------- |
| —                                                                   | —                                                                     | —                                                                       |

Der Leichtathletik-Verband St. Kitts und Nevis’ stellte sechs Athleten bei den Leichtathletik-Weltmeisterschaften 2009 in Berlin.

## Ergebnisse

### Männer

#### Laufdisziplinen
| Athlet      | Disziplin | Vorlauf | Vorlauf | Viertelfinale | Viertelfinale | Halbfinale         | Halbfinale         | Finale             | Finale             |
| Athlet      | Disziplin | Zeit    | Platz   | Zeit          | Platz         | Zeit               | Platz              | Zeit               | Platz              |
| ----------- | --------- | ------- | ------- | ------------- | ------------- | ------------------ | ------------------ | ------------------ | ------------------ |
| Kim Collins | 100 m     | 10,28 s | 12      | 10,20 s       | 18            | nicht qualifiziert | nicht qualifiziert | nicht qualifiziert | nicht qualifiziert |
| Kim Collins | 200 m     | 20,83 s | 19      | 20,84 s       | 22            | nicht qualifiziert | nicht qualifiziert | nicht qualifiziert | nicht qualifiziert |

### Frauen

#### Laufdisziplinen
| Athletin                                                     | Disziplin | Vorlauf | Vorlauf | Viertelfinale | Viertelfinale | Halbfinale         | Halbfinale         | Finale             | Finale             |
| Athletin                                                     | Disziplin | Zeit    | Platz   | Zeit          | Platz         | Zeit               | Platz              | Zeit               | Platz              |
| ------------------------------------------------------------ | --------- | ------- | ------- | ------------- | ------------- | ------------------ | ------------------ | ------------------ | ------------------ |
| Virgil Hodge                                                 | 100 m     | 11,47 s | 19      | 11,51 s       | 24            | nicht qualifiziert | nicht qualifiziert | nicht qualifiziert | nicht qualifiziert |
| Virgil Hodge                                                 | 200 m     | 23,34 s | 22      |               |               | 23,19 s SB         | 16                 | nicht qualifiziert | nicht qualifiziert |
| Meritzer Williams                                            | 200 m     | 23,72 s | 35      |               |               | nicht qualifiziert | nicht qualifiziert | nicht qualifiziert | nicht qualifiziert |
| Tameka Williams                                              | 200 m     | 23,27 s | 18      |               |               | 23,47 s            | 23                 | nicht qualifiziert | nicht qualifiziert |
| Tiandra Ponteen                                              | 400 m     | 52,54 s | 20      |               |               | 53,22 s            | 20                 | nicht qualifiziert | nicht qualifiziert |
| Tanika Liburd Meritzer Williams Tameka Williams Virgil Hodge | 4 × 100 m | 43,98 s | 11      |               |               |                    |                    | nicht qualifiziert | nicht qualifiziert |